# Sociedad durmiente
Las sociedades durmientes son aquellas sociedades que a pesar de haber sido creadas de conformidad con la normativa que le es aplicable, de modo que se encuentren legalmente constituidas, por razones diversas no tienen funcionamiento real en la práctica.
Esto es, son sociedades regulares que no llevan a cabo operaciones jurídicas con terceros ni ejecutan acto alguno tendiente a la consecución del fin que estatutariamente persiguen, limitándose al cumplimiento de las obligaciones administrativas y fiscales.

## Causas
Las sociedades durmientes se producen cuando los socios de la sociedad prefieren dejarla por cualquier motivo, sin actividad. Los motivos pueden ser varios, entre los cuales se pueden citar:
- Que estén esperando algún evento para ponerla en actividad.
- Que prefieran dejarla así para evitar trámites de liquidación, si bien no tienen intención de volver a activarla en un futuro.
- Por motivos fiscales.